# Walter Zaengl

Walter Zaengl (um 1970)

Walter S. Zaengl (* 6. April 1931 in Runding; † 5. Januar 2014 in Dübendorf) war ein Professor für Hochspannungstechnik an der ETH Zürich.

## Leben
Walter S. Zaengl wuchs in Runding in der Oberpfalz als Sohn eines Dorfschullehrers auf und besuchte das Gymnasium zu Regensburg. Er studierte Elektrotechnik an der Technischen Universität München und schloss sein Studium zum Dipl.-Ing. 1955 ab. 1952 wurde Zaengl Mitglied der KBStV Rhaetia München.
In den Jahren 1955 und 1956 arbeitete er bei der AEG in Kassel an der Entwicklung von Leistungsschaltern für Hochspannung und Hochspannungsprüfungen. 1956 kehrte er an die Technische Universität München zurück, wo er bis 1969 beim Bau neuer Hochspannungslaboratorien für Forschung und Prüfung unterstützte, Forschungen über Impulsspannungsmessungen für Hochspannungen durchführte und Vorlesungen zu Hochspannungsmess- und -prüftechniken hielt. 1964 promovierte er bei Hans Prinz mit seiner Dissertation über „Das Messen hoher, rasch veränderlicher Stoßspannungen“ zum Dr.-Ing. und habilitierte sich 1969 zum Thema „Stoßspannungsteiler mit Zuleitung“.
1969 wechselte er für ein Projekt zu General Electric in Pittsfield, MA. Im Oktober 1969 kam er als ordentlicher Professor und Leiter des Hochspannungslabors an die Eidgenössische Technische Hochschule (ETH) zu Zürich. Mit seiner Berufung im Jahr 1969 wurden die Pläne für den Neubau des Instituts für Elektrotechnik erstellt, so dass er für die Planung der Hochspannungshallen verantwortlich war, die noch heute für Forschung und Lehre genutzt werden. Walter Zaengl wurde 1997 emeritiert.

### Forschung
Die Forschung unter seiner Leitung konzentrierte sich hauptsächlich auf die Entwicklung fortschrittlicher Techniken für Hochspannungsmess- und -prüfsysteme, auf die Grundlagenforschung im Bereich der Gasentladungen mit Schwefelhexafluorid (SF6) und Gasgemischen, auf angewandte Forschung und Diagnosemethoden für Hochspannungsanlagen wie gasisolierte Schaltanlagen sowie auf die Behandlung gefährlicher Gase mittels nichtthermischer elektrischer Entladungen.

## Werk
Zaengl verfasste rund 120 Publikationen und war Mitautor von drei Hauptwerken der Hochspannungstechnik. Seine Arbeiten sind die Grundlagen für den gedämpft kapazitiven Spannungsteiler, auch „Zaengl-Teiler“ genannt.

## Ehrungen und Mitgliedschaften
Er war Fellow des IEEE und Mitglied des VDE, von Electrosuisse und des CIGRE. Er war Convenor der IEC-Arbeitsgruppe, welche die IEC-Norm (Nr. 60270) für Teilentladungsmessungen aus dem Jahr 2000 erarbeitete und war Mitglied einer CIGRE-Task-Force-Gruppe (15-01-09), die sich mit der Anwendung dielektrischer Phänomene für die Transformatorendiagnose beschäftigt.
Er erhielt das Silberne Fuchsenband der KBStV Rhaetia München.